# Cheltenham Town FC
A Cheltenhem Town Football Club egy angol labdarúgócsapat, melyet 1887-ben alapítottak és jelenleg a Football League Two-ban, az angol labdarúgás negyedosztályában szerepel. Beceneve The Robins, azaz Vörösbegyek. Hazai mérkőzéseit a 7266 férőhelyes Whaddon Roadon játssza, melyet jelenleg egy szponzori szerződés miatt Abbey Business Stadiumnak hívnak. A csapat menedzsere 2009. december 22. óta Mark Yates.
A Football League One, azaz a harmadosztály volt a legmagasabb osztály, ahol a Cheltenham eddig szerepelt és négy szezont töltött ott. Legtovább 2002-ben jutott az FA Kupában a klub, amikor az ötödik fordulóig (legjobb tizenhat) menetelt. Máig utolsó kupáját 1999-ben nyerte, amikor a Football Conference-t megnyerve fennállása során először feljutott a The Football League-be.

## Klubtörténet

### Alapítás
Cheltenham városában már a klub megalapítása előtt is történtek a labdarúgás szempontjából jelentős dolgok, a jegyzőkönyvek szerint például 1849-ben ott játszották le az első olyan mérkőzést, ahol három játékvezető volt, kettő a pályán és egy a lelátón. A Cheltenham Townt 1887-ben alapította meg Albert Close White, egy helyi tanár.
A csapat fennállásának első három évtizedét helyi bajnokságokban töltötte. Az akkori éra említésre méltó játékosai közé tartozott Gilbert Jessop, Charles Barnett és Edgar Barnett, akik a labdarúgás mellett krikettjátékosok voltak. Az 1930-as évek elején a klub megkapta a profi státuszt és belépett a Birmingham Combinationba, ahol 1935-ig szerepelt, amikor is csatlakozott a Southern League-hez. 1985-ben története során először feljutott az Alliance Premier League-be, mely a mai ötödosztálynak felel meg, de hét évvel később kiesett. 1997-ben sikerült visszajutnia az ötödosztályba, ahol két évvel később bajnok lett és fennállása során először feljutott a The Football League fennhatósága alá tartozó negyedosztályba. Ott két középmezőnybeli helyezés után a 2001/02-es szezonban megnyerte a rájátszást és feljutott az akkor még Division Two-nak nevezett harmadosztályba.

### A Cotterill-éra
Steve Cotterill 1996/97-es szezonbeli kinevezésével a Cheltenham Town számára egy sikeres időszak kezdődött meg. Máig Cotterill a csapat valaha volt legeredményesebb menedzsere. Négy hónappal a kinevezése után a vezetőedző a Southern League első osztályának a második helyére vezette a klubot, mely ennek ellenére végül bajnokként jutott fel az ötödosztályba, mivel az eredetileg az első helyen végzett Gresley Rovers stadionja nem felelt meg a magasabb osztály kötelező elvárásainak.
Az 1997/98-as idényben Cotterill irányítása alatt a Cheltenham az ötödosztály második helyén végzett, a Halifax Town mögött. Ugyanebben a szezonban a csapat pályára léphetett a Wembleyben, ahol 27 ezer néző előtt elhódította az FA Trophy serlegét a Southport 1-0-s legyőzésével. Egy évvel később még jobban szerepelt és bajnok lett a Conference-ben, így feljutott a Division Three-be (negyedosztály).
Első két szezonjában megszilárdította helyét a magasabb osztályban a csapat, majd a 2001/02-es szezonban megnyerte a rájátszást és feljutott a harmadosztályba. A feljutás kivívása után nem sokkal Steve Cotterill távozott, hogy átvehesse a magasabban rangsorolt Stoke City vezetését.

### Hullámvölgyek és hullámhegyek
A vezetőség Cotterill helyére az addigi pályaedzőt, Graham Allnert ültette, aki 1994-ben bajnok lett az ötödosztályban a Kidderminster Harriersszel. Allner és segítője, Mike Davis mindössze hat hónapig irányította a csapatot, mielőtt 2003 januárjában menesztették volna őket. Ekkor a harmadosztály utolsó helyén állt a Cheltenham. A vezetők Bobby Gouldot hívták segítségül, aki akkoriban az angol labdarúgás legtapasztaltabb aktív edzői közé tartozott és 1988-ban FA Kupát nyert a Wimbledonnal. A csapat azonban az ő irányítása alatt is szenvedett és az utolsó fordulóban elszenvedett vereségével eldőlt, hogy mindössze egy harmadosztályban töltött szezon után kiesik a negyedosztályba. Gould 2003 novemberében lemondott, helyét a szintén tapasztalt John Ward vette át, aki másodedzőként olyan neves csapatoknál dolgozott korábban, mint a Wolverhampton Wanderers, az Aston Villa és a Watford, menedzserként pedig többek között a Bristol City, a Bristol Rovers és a York City kispadján ült.
A 2005/06-os évadban új lelátó épült a Whaddon Roadon a vendégszurkolóknak és egy kis elektromos eredményjelző-táblával is felszerelték a stadiont. A Vörösbegyek a szezont az ötödik helyen zárták, amivel kvalifikálták magukat a rájátszásra. Az elődöntőben 2-1-es összesítéssel legyőzték a Wycombe Wandererst, a döntőben pedig 1-0-ra verték a Grimsby Townt, így ismét feljutottak az ekkor már League One-nak hívott harmadosztályba. A feljutás ellenére az átlagos hazai nézőszám nem emelkedett számottevő mértékben és a csapat korán kiesett a különböző kupasorozatokból, így nem tudott kellő bevételt termelni új játékosok leigazolásához, de végül a 17. helyen végzett, ezzel megőrizve helyét a harmadosztályban.
A 2007/08-as szezont egy Gillingham elleni hazai 1-0-s sikerrel kezdte, a Ligakupából viszont már korán kiesett egy Southend United elleni 4-1-es vereséget követően. A jó kezdés után az eredmények a bajnokságban is visszaestek és október elején még továbbra is a nyitófordulóbeli siker volt a Cheltenham egyetlen hazai győzelme. 2007. október 2-án, egy Port Vale elleni 3-0-s vereség után John Ward bejelentette, hogy megegyezett a szintén a League One-ban szereplő Carlisle Uniteddel. Már másnap távozott és aláírta négy évre szóló szerződését új csapatánál, döntését azzal magyarázta, hogy nem tudta elutasítani egy olyan klub ajánlatát, mely hamarosan a másodosztályban fog szerepelni. Távozásakor a Cheltenham Town az utolsó előtt, azaz a 23. helyen állt a bajnokságban.
A vezetőség Ward asszisztensét, Keith Downingot nevezte ki megbízott menedzserré. Vezetése alatt váltakozó teljesítményt nyújtott a csapat. Egyik legemlékezetesebb mérkőzésére 2007. november 25-én került sor, amikor hazai pályán, telt ház előtt a Vörösbegyek 1-0-ra legyőzték a nagy múltú Leeds Unitedet. Máig ez a klub modern történetének egyik legszívesebben emlegetett győzelme. A Cheltenham később az idegenbeli meccsen is legyőzte a fehér mezeseket, ezzel az első csapat lett, mely otthon és idegenben is le tudta győzni a Leedset annak harmadosztályba való kiesését követően. 2008 januárjában a Town négy bajnokit megnyert sorozatban, amire a The Football League-be való feljutása óta nem volt példa. Ráadásképp ezeken a mérkőzéseken gólt sem kapott. Később ez is fontos szerepet játszott a bennmaradás kivívásában, mely a szezon utolsó napján, a Doncaster Rovers 2-1-es legyőzésével vált biztossá.

### Az Allen évek
Keith Downing a 2008/09-es idény elején távozott, helyét az a Martin Allen vette át, akinek a neve már egy évvel korábban, Ward távozásakor is felmerült. A csapat nagyon rosszul szerepelt a bajnokságban, egy tizenöt meccsen át tartó nyeretlenségi sorozat keretein belül egy hétmeccses vereségsorozatot is produkált. Emellett a csődeljárást és a vele járó tízpontos büntetést is alig tudta elkerülni, ez végül csak úgy sikerült, hogy minden játékosát átadólistára helyezte. Ennek tükrében nem meglepő, hogy végül több mint száz gólt kapva kiesett a League One-ból.
A 2009/10-es szezon kezdete előtt Allen eladott néhány játékost és újakat igazolt a helyükre. Visszahozta a klubhoz többek között szurkolók által legendaként tisztelt Julian Alsopot és leigazolta a Tottenham Hotsuprben nevelkedett szélsőt, David Huttont. A szezon előtti esélylatolgatások során sok szakértő és szakíró az azonnali visszajutás helyett középmezőnybeli helyezést várt a Vörösbegyektől. Bár első meccsüket 2-1-re megnyerték a Grimsby Town ellen, később visszaesett a teljesítményük és lejjebb csúsztak a tabellán. 2009. október 20-án Martin Allent azzal vádolták meg, hogy rasszista jelzőket használt egy éjszakai szórakozóhely kidobójára és a vizsgálat lezárultáig felfüggesztették az állásából. Helyét segítője, John Schofield vette át. Allent később felmentették a vádak alól, de december elején közös megegyezés alapján távozott a kispadról. A vezetőség új menedzsert keresve hirdetést adott fel, melyre sokan jelentkeztek.

### Egy új éra
A jelentkezők közül az addig a Kidderminster Harrierst irányító Mark Yatesre esett a választás, aki hivatalosan 2009. december 22-én kezdte meg a munkát a klubnál. Segítője, Neil Howarth szintén követte, aki pályaedzőként állt munkába. Yates asszisztense az addig megbízott menedzserként dolgozó John Schofield lett. Az edzőváltás ellenére a csapat továbbra is szenvedett és csak az utolsó fordulóban vált biztossá a bennmaradása a League Two-ban. A vezetőedző nem meglepő módon a nyári szünetben alapos keretátalakítást végzett. Ennek során nyolc játékost küldött el ingyen a klubtól, köztük a hátvéd Shane Duffot is, aki tíz évig volt a Cheltenham játékosa. Eleinte úgy tűnt, eredményes volt a vérfrissítés, hiszen a 2010/11-es évad első felében jól szerepelt a csapat és a rájátszást érő helyek közelében volt, utána viszont alaposan leromlott a teljesítménye. Utolsó 26 meccséből mindössze ötöt nyert meg, ami csak a tabella 17. helyéhez volt elég.
Sok szurkoló követelte Yates leváltását, de a Cheltenham kitartott mellette és a csapat jól kezdte a 2011/12-es idényt. A jó szereplésben nagy szerepük volt az olyan frissen igazolt játékosoknak, mint Darryl Duffy, Luke Summerfield és az angol U21-es válogatott kapus, Jack Butland. Bár a csapat már az első körben kiesett a Ligakupából, a Football League Trophy déli ágán a negyeddöntőig jutott, az FA Kupában pedig egy jövedelmezőnek ígérkező párosítás keretein belül összesorsolták a Tottenham Hotspurrel. Yates novemberben megnyerte a hónap legjobb menedzserének járó díjat, miután a hónap mindhárom meccsét megnyerte. A Cheltenham Town a hatodik helyen zárt, amivel bejutott a rájátszásba. Az elődöntőben 4-1-es összesítéssel kiütötte a Torquay Unitedet, így készülhetett a Wembleyben rendezett fináléra, ahol a Crewe Alexandra volt az ellenfele. A mérkőzésre 2012. május 27-én került sor, 24 029 néző előtt. A feljutást végül a Crewe vívta ki 2-0-s győzelmével.
A nyári szünetben fontosabb játékosai közül csak Luke Summerfieldet vesztette a klub és többek között leigazolta a korábban a Premier League-et is megjárt középpályást, Darren Cartert. A csapat gyengén kezdte a 2012/13-as szezont: előbb az Accrington Stanleytől, majd a Southend Unitedtől kapott ki hazai pályán. Később feljavultak az eredményei és november elején már a harmadik helyen állt. Az FA Kupában is sikerült eljutnia a harmadik fordulóig, ahol az élvonalbeli Evertonnal került össze, melytől 5-1-re kikapott. 2012. november 6-án Mark Yates 1-0-s győzelemmel ünnepelte 150. mérkőzését a Cheltenham kispadján. Érdekesség, hogy a legyőzött Gillinghamet éppen a csapat korábbi edzője, Martin Allen irányította. A klub az ötödik helyen zárta a szezont, így indulhatott a rájátszásban, de ezúttal nem sikerült bejutnia a döntőbe, mivel az elődöntő mindkét fordulójában egygólos vereséget szenvedett a Northampton Town ellen.
A 2013/14-es idényt egy Burton Albion elleni 2-2-es döntetlennel kezdte a Cheltenham. A Ligakupában négy év óta először sikerült túljutnia az első körön, miután legyőzte a Crawley Townt. Az ellenfél már 3-1-re is vezetett, de a rendes játékidőben kiegyenlített a Cheltenham, a hosszabbításban pedig megszerezte a győztes gólt, ezzel 4-3-ra diadalmaskodva. A következő fordulóban idegenben lépett pályára a csapat a West Ham United ellen és tisztes helytállással csak 2-1-re kapott ki. A bajnokságban a várakozások alatt teljesített a klub és végül csak a 17. helyet szerezte meg.

## Játékosok
2013. november 21. szerint

### Jelenlegi keret
| #  |     | Poszt | Név                                          |
| -- | --- | ----- | -------------------------------------------- |
| 1  | NIR | K     | Trevor Carson                                |
| 2  | ENG | V     | Lee Vaughan                                  |
| 3  | ENG | V     | Craig Braham-Barrett                         |
| 4  | ENG | V     | Matt Taylor (csk)                            |
| 5  | WAL | V     | Troy BrownTroy Brown                         |
| 6  | ENG | V     | Steve Elliott                                |
| 7  | ENG | KP    | Jordan Wynter (kölcsönben a Bristol Citytől) |
| 8  | ENG | KP    | Matt Richards                                |
| 9  | ENG | CS    | Byron Harrison                               |
| 10 | ENG | CS    | Terry Gornell                                |
| 11 | ENG | KP    | Andy Haworth                                 |
| 12 | ENG | K     | Matthew Gould                                |
| 14 | ENG | KP    | Asa Hall                                     |

| #  |     | Poszt | Név                                           |
| -- | --- | ----- | --------------------------------------------- |
| 15 | ENG | V     | Jack Deaman                                   |
| 16 | ENG | KP    | Joe Hanks                                     |
| 17 | ENG | KP    | Zack Kotwica                                  |
| 18 | ENG | V     | Paul Black                                    |
| 19 | ENG | KP    | Omari Sterling-James                          |
| 20 | GHA | KP    | Koby Arthur (kölcsönben a Birmingham Citytől) |
| 23 | ENG | V     | James Bowen                                   |
| 24 | ENG | KP    | Adam Powell                                   |
| 25 | ENG | KP    | Jason Taylor                                  |
| 26 | ENG | CS    | John Marquis (kölcsönben a Millwalltól)       |
| 30 | ENG | K     | Harry Reynolds                                |

### Kölcsönben
| #  |     | Poszt | Név                                              |
| -- | --- | ----- | ------------------------------------------------ |
| 21 | ENG | KP    | Harry Williams (kölcsönben az Evesham Unitednél) |
| 22 | ENG | CS    | Bobbie Dale (kölcsönben a Bath Citynél)          |

## Sikerek
- Division Three/League Two rájátszásának győztese: 2001/02, 2005/06
- Bajnok a Football Conference-ben: 1998/99
- Bajnok a Southern Leagueben: 1984/85
- Bajnok a Southern League Southern Divisionben: 1982/83
- FA Trophy-győztes: 1997/98
- Gloucestershire County Cup-győztes: 32 alkalommal
- Leamington Hospital Cup-győztes: 1934/35
- Midland Floodlit Cup-győztes: 1985/86, 1986/87, 1987/1988

### Említésre méltó játékosok
- Steve Cotterill: Profi pályafutása előtt játszott a csapatban, később menedzserként tért vissza és a Southern League-ből a The Football League-be vezette az együttest. Máig ő a Cheltenham legeredményesebb vezetőedzője.
- Martin Devaney: Több mint 200 mérkőzésen képviselte szülővárosa csapatát és 38 gólt szerzett a The Football League-ben, amivel holtversenyben klubrekorder.
- Michael Duff: Csaknem 250 meccsen lépett pályára a csapatban. Öccse, Shane tíz évig volt a klub játékosa és ezalatt valamivel kevesebb mint 200 mérkőzést játszott.
- Jerry Gill: Csapatkapitánya volt a csapatnak és 180 bajnoki mérkőzésen lépett pályára.
- Steven Gillespie: Máig ő a Vörösbegyek legdrágábban eladott játékosa, 2008-ban 400 ezer fontért váltott csapatot.
- Andy Gray: Skót válogatott játékos, aki a Cheltenhamben fejezte be a pályafutását.
- Jamie Victory: Tizenegy évet töltött a klubnál, 1996 és 2007 között.
- Clive Walker: Korábbi Chelsea játékos, aki máig a klub valaha pályára küldött legidősebb játékosa. A rekordot 1999-ben állította fel, 42 évesen.

## Riválisok
A Cheltenham legrégebbi riválisa a helyi Gloucester City. A két csapatot már hosszú ideje több osztály választja el egymástól, így a rivalizálás valamelyest elcsendesült. Legutóbb akkor alakult ki szóváltás a klubok és a szurkolók között, amikor a Gloucester nem tudta időben kifizetni a Whaddon Road pályabérleti díját a Cheltenhamnek.

## Rekordok
- A legdrágábban leigazolt játékos
  - Jermaine McGlashan 60 ezer fontért az Aldershot Towntól (2012 januárjában)
- A legdrágábban eladott játékos
  - Steven Gillespie 400 ezer fontért a Colchester Unitednek (2008 júniusában)
- Rekord nézőszám
  - 35 672 a Tottenham Hotspur ellen a White Hart Laneen, az FA Kupában (2012. január 7.)
- Rekord nézőszám a Whaddon Roadon
  - 8326 a Reading ellen, az FA Kupában (1956. november 17.)
- Legnagyobb győzelem
  - 12-0 a Chippenham Rovers ellen, az FA Kupában (1935. november 2.)
- Legnagyobb vereség
  - 1-10 a Merthyr Tydfil ellen, a Souther League-ben (1952. március 8.)
- Legtöbbször pályára lépő játékos
  - Roger Thorndale, 702 mérkőzéssel (1958–1976)
- Legtöbb gólt szerző játékos
  - Dave Lewis, 290 góllal
- Legtöbb gólt szerző játékos egy szezonon belül
  - Dave Lewis, 53 góllal minden sorozatot egybevéve (1974/75)